# The Heart of a Soldier
The Heart of a Soldier est un film muet américain réalisé par Allan Dwan et sorti en 1912.

## Fiche technique
- Titre : The Heart of a Soldier
- Réalisation : Allan Dwan
- Durée : 10 minutes
- Genre : Film dramatique
- Production : American Film Company
- Dates de sortie : 
  - États-Unis : 14 décembre 1912

## Distribution
- William A. Horse : Robert Lucas
- Mina Carlton : Ruth Revere
- J. Warren Kerrigan
- Pauline Bush
- Randolph Grey